# Lijst van rijksmonumenten in Hoenderloo
De plaats Hoenderloo telt achttien inschrijvingen in het rijksmonumentenregister, waarvan negen in de gemeente Apeldoorn en 9 in de gemeente Ede.

## Apeldoorn
| Object                                                         | Oorspronkelijke functie? | Bouwjaar  | Architect  | Locatie               | Coördinaten?                 | Nr.?   | Afbeelding                                                     |
| -------------------------------------------------------------- | ------------------------ | --------- | ---------- | --------------------- | ---------------------------- | ------ | -------------------------------------------------------------- |
| Heldringkerk met consistoriekamer                              | Kerk en kerkonderdeel    | 1857-1858 | W. de Waal | Heldringsweg 10       | 52° 7' 12" NB, 5° 52' 46" OL | 514555 | Meer afbeeldingen                                              |
| Deelerwoud (poortgebouw) : poortgebouw met twee dienstwoningen | Dienstwoning             | 1923      | Jan Molema | Deelerwoud 1          | 52° 7' 5" NB, 5° 53' 0" OL   | 514580 | Deelerwoud (poortgebouw) : poortgebouw met twee dienstwoningen |
| De Arcke : houten huis, prefab, vervaardigd in Noorwegen       | Woonhuis                 | 1905-1910 |            | Heldringsweg 20       | 52° 7' 23" NB, 5° 52' 46" OL | 514584 | De Arcke : houten huis, prefab, vervaardigd in Noorwegen       |
| Waterput (Heldringput)                                         | Straatmeubilair          | 1843      |            | Waterput a/d Hoofdweg | 52° 7' 5" NB, 5° 52' 27" OL  | 8178   | Meer afbeeldingen                                              |

## Ede
| Object | Oorspronkelijke functie?  | Bouwjaar | Architect                      | Locatie       | Coördinaten?                 | Nr.?   | Afbeelding  |
| --- | ------------------------- | -------- | ------------------------------ | ------------- | ---------------------------- | ------ | ----------- |
| Houten pre-fabwoning gebouwd als jachthuis. Sinds 1958 is de woning permanent bewoond en verplaatst van de omgeving van de Lebretshoeve in Deelen naar de huidige locatie | Tuin, park en plantsoen   | 1880     |                                | Delenseweg 47 | 52° 6' 16" NB, 5° 53' 7" OL  | 523581 | Upload foto |
| De Roek: woonhuis | Kasteel, buitenplaats     | 1930     | A.J. Kropholler                | Delenseweg 8  | 52° 6' 17" NB, 5° 52' 40" OL | 523545 | Upload foto |
| De Roek: tuinaanleg | Tuin, park en plantsoen   | 1930     |                                | Delenseweg 8  | 52° 6' 17" NB, 5° 52' 40" OL | 529925 | Upload foto |
| De Roek: garage | Bijgebouwen kastelen enz. | 1930     |                                | Delenseweg 8  | 52° 6' 17" NB, 5° 52' 40" OL | 529926 | Upload foto |
| De Roek: tuinhek | Bijgebouwen kastelen enz. | 1930     | waarschijnlijk A.J. Kropholler | Delenseweg 8  | 52° 6' 17" NB, 5° 52' 40" OL | 529927 | Upload foto |

## Nationaal Park De Hoge Veluwe
Nationaal Park de Hoge Veluwe kent negen rijksmonumenten die vallen onder de plaats Hoenderloo. Zie Lijst van rijksmonumenten op De Hoge Veluwe voor een overzicht.